# Тоидзе, Нателла Георгиевна
Нателла Георгиевна Тоидзе (род. 1950) — советская и российская художница, живописец и искусствовед. Член Союза художников СССР (1984). Академик РАХ (2011). Заслуженный художник Российской Федерации (2015).

## Биография
Родилась 17 января 1950 года в городе Москва в семье скульптора Георгия Тоидзе.   
С 1968 по 1973 год обучалась на Московском государственном художественном училище памяти 1905 года, обучение в училище проходила в мастерской педагога Т. И. Сельвинской.
Основные художественные произведения Н. Тоидзе, в том числе «Август» (2000), «Старая черёмуха. Ноябрь», «Валдай. Июль», «Охота» и «Золотые шары» (2001), «Сирень», «Интерьер» и «Антракт» (2002), «Натюрморт с коробкой», «Полдень в саду», «Лилии» и «Астры» (2003), «Красные лилии», «Сон» и «Старый Арбат» (2004), диптих «Северные Флора и Фауна», «Герцено» и «Ромашки» (2005), «Портрет Вадима», «Бабье лето», «Коломбина», «Полночь» и «Заморозки» (2006). С 1973 года Н. Тоидзе являлась постоянным участником региональных, всесоюзных и международных художественных выставок. Выставки художника, в том числе и персональные с 2000 по 2019 год проходили в Выставочных залах Манежа и Нового Манежа, в Московском музее современного искусства, в выставочном комплексе РАХ, в Государственной Третьяковской галерее, Государственном Русском музее, Музее РАХ, Вологодской областной картинной галереи, Мордовском республиканском музее изобразительных искусств имени С. Д. Эрьзи, Нижегородском музее изобразительных искусств, Воронежского областного музея изобразительных искусств имени И. Н. Крамского, Курской государственной картинной галереи имени А. А. Дейнеки, в Плёском Музее пейзажа имени Левитана и Калужском музее изобразительных искусств, в Рязанском государственном областном художественном музее имени И. П. Пожалостина и Государственном музее изобразительных искусств Республики Татарстан. В 2019 году выставки художника проходили в Московской Городской Думе и в Саратовском художественном музее имени А. Н. Радищева.
Художественные произведения художника находятся в собраниях в Третьяковской галерее, Русском музее, Московском государственном музее С. А. Есенина, Московском музее современного искусства, Плёском Музее пейзажа имени Левитана, Калининградском музее Канта, а также в государственных областных художественных музеях Калуги, Воронежа, Нижнего Новгорода, Вологды и Саранска, а также а также в частных собраниях США, Германии, Франции, Португалии, Финляндии и Швейцарии.
В 1984 году Н. Тоидзе становится членом Союза художников СССР. В 2011 году была избрана Действительным членом РАХ по Отделению живописи.
21 ноября 2015 года Указом Президента России «За заслуги в развитии отечественной культуры и искусства, многолетнюю плодотворную деятельность» Нателла Тоидзе была удостоена почётного звания Заслуженный художник Российской Федерации.

## Семья
Дедушка — Моисей Иванович Тоидзе (1871—1953), народный художник СССР.
Отец — Георгий Моисеевич Тоидзе (1914—1997), грузинский советский скульптор и график.
Муж — Вадим Юсупович Абдрашитов (1945—2023), советский и российский кинорежиссёр и педагог. Народный артист Российской Федерации.
- Дочь — Нана Вадимовна Абдрашитова (род. 1980), окончила РАТИ, театральный художник и сценограф. Первый зять (до 2014) — Владимир Владимирович Маркин. Второй зять — Кирилл Вытоптов, театральный режиссёр.
  - Внуки — Тина Маркина, Тимофей Маркин

- Сын — Олег Вадимович Абдрашитов, окончил МФТИ и Колумбийский университет, работает в IT.

## Награды
- Заслуженный художник Российской Федерации (2015 — «За заслуги в развитии отечественной культуры и искусства, многолетнюю плодотворную деятельность»)[3]
- Золотая медаль РАХ (2004)[1]